# Templo funerario

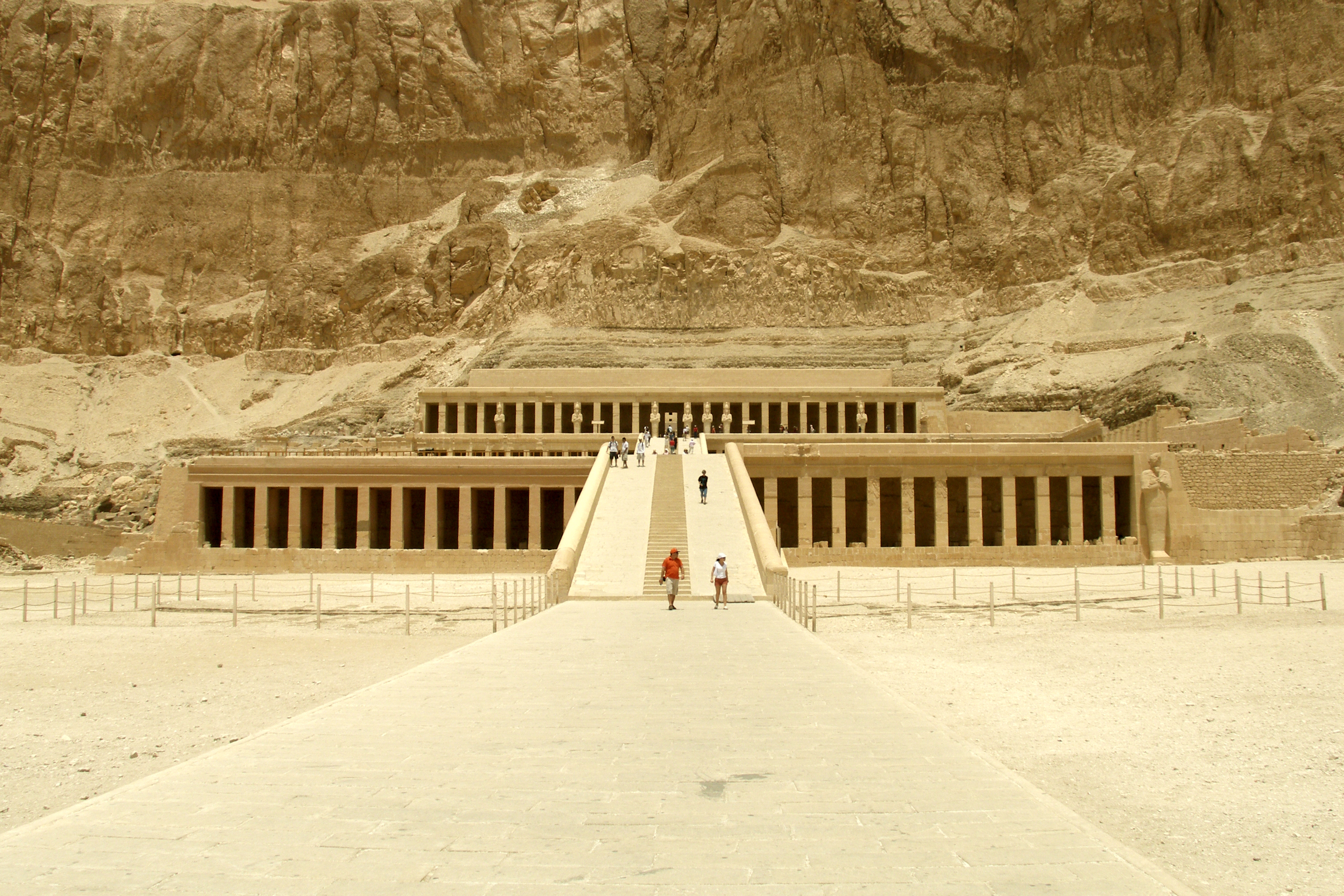
Templo funerario de Hatshepsut

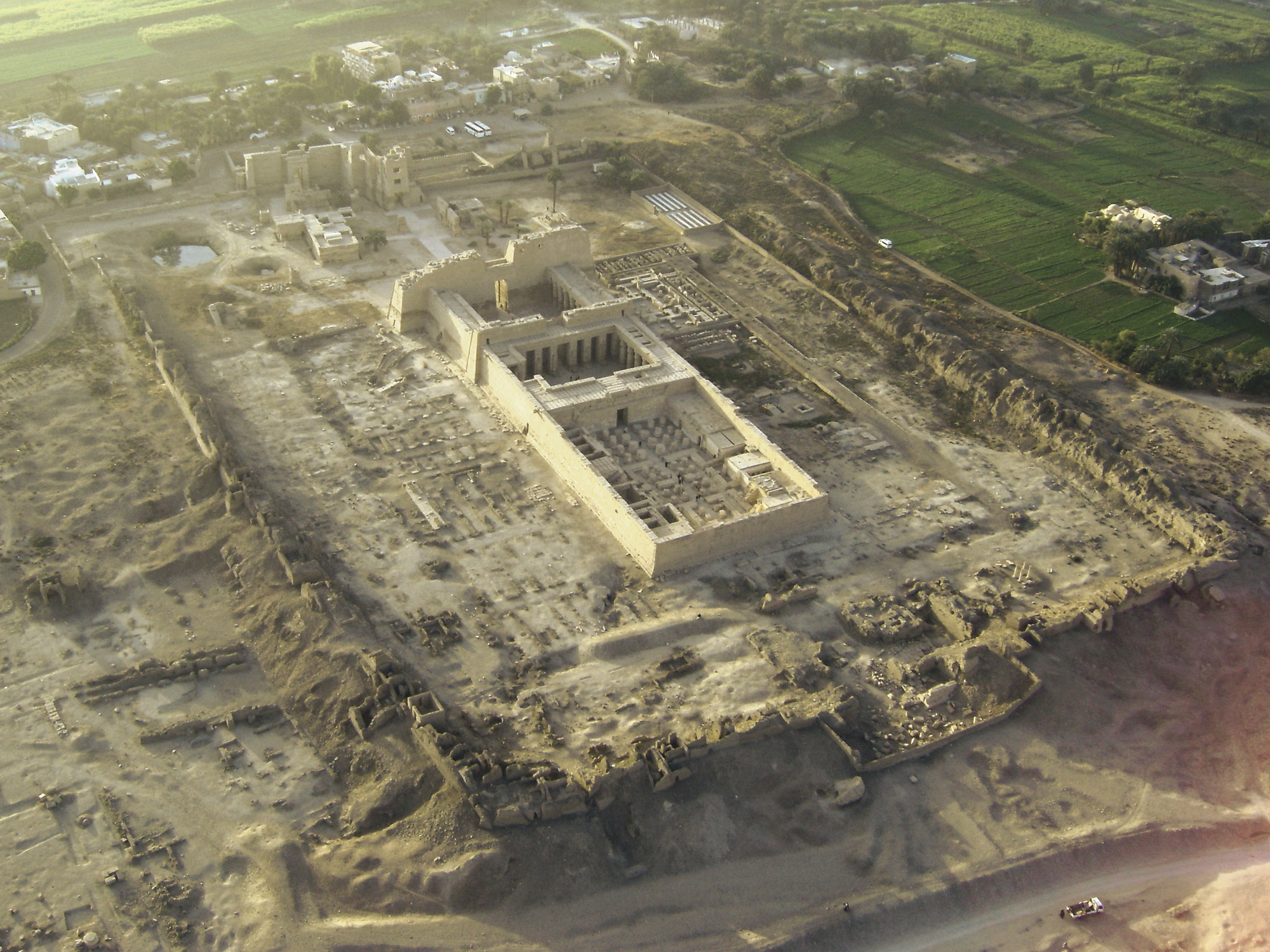
Templo funerario de Ramsés III en Medinet Habu.

Un templo funerario o templo conmemorativo es un templo construido en zonas adyacentes o en la vecindad de las tumbas reales en el Antiguo Egipto. Estaban destinados a las ofrendas y al culto de un difunto, un faraón deificado, con una sola excepción, el construido a Amenhotep, hijo de Hapu, al oeste de Tebas.
Estos templos formaban el complejo funerario del faraón junto a sus tumbas. Fueron diseñados para conmemorar su reinado, así como para su uso para el culto del faraón después de su desaparición y viaje al Más Allá. 
Durante el Imperio Antiguo, con la concepción de las pirámides como monumentos cerrados, fue necesario construir edificios auxiliares para realizar las ofrendas a los difuntos. Se construyeron capillas a este fin que se convertirían en santuarios funerarios de un dios. Ejemplo de esto es el complejo de la pirámide escalonada de Dyoser durante la Dinastía III.

En el caso de las pirámides de Guiza, durante la dinastía IV, se construían los templos funerarios al lado de cada pirámide y se unían a los templos del valle a través de una calzada monumental. 
El faraón Sahura de la dinastía V en su complejo piramidal de Abusir fijó las características del templo funerario que seguirían construcciones posteriores. Constaba de una cámara alargada, como santuario, con falsa puerta, seguida de una cámara con cinco nichos que podían tener puertas, para albergar estatuas divinas y reales y un patio porticado con columnas rematadas en capitel y un corredor donde los muros disponían relieves polícromos que representaban actividades diversas, como escenas religiosas donde Sahura presenta ofrendas a las divinidades mayores que alternan con escenas de guerra en donde el soberano, bajo la forma de esfinge arrasa a los enemigos de Egipto, especialmente a los libios. 
Durante el Imperio Nuevo, los templos funerarios, al contrario que en épocas anteriores, se construyeron hasta varios kilómetros de distancia de sus tumbas por razones funcionales, pues éstas se excavaban en zonas más seguras y secretas, como en el Valle de los Reyes, lejos de los ladrones y de las posibles inundaciones que pudiesen producirse. 
Los templos funerarios tenían planta simétrica y estaban dedicados primeramente a Atón y en segundo lugar al difunto. Según se avanza hacia el sancta sanctorum en el eje central aparecen patios al aire libre seguidos de salas cada vez más en la penumbra, al mismo tiempo que los techos de las salas cada vez son más bajos y el suelo más alto.
Además del culto al difunto, en la zona tebana, los templos funerarios tuvieron un papel destacado en la anual Bella Fiesta del Valle donde se hacía una reafirmación de la unión entre los vivos y los muertos o entre el faraón y los dioses. Se hacían grandes procesiones de un templo a otro, llevando las estatuas del difunto y del dios.

## Templos funerarios o conmemorativos
Los templos funerarios más famosos y evolucionados, conocidos como templos de millones de años por los antiguos egipcios, son el templo funerario de Mentuhotep II de la dinastía XI, el Dyeser-Dyeseru o templo funerario de Hatshepsut de la dinastía XVIII o el Ramesseum encargado por Ramsés II de la dinastía XIX. 
Enumerando una selección por períodos:

### Reino Antiguo
- Templo funerario de Zoser
- Templo funerario de Userkaf
- Templo funerario de Sahura
- Templo funerario de Neferirkara

### Reino Medio
- Templo funerario de Mentuhotep II en Deir el-Bahari

### Imperio Nuevo
En el oeste de Tebas:
- Templo funerario de Ramsés III
- Templo funerario de Ay-Horemheb
- Templo funerario de Tutmosis II

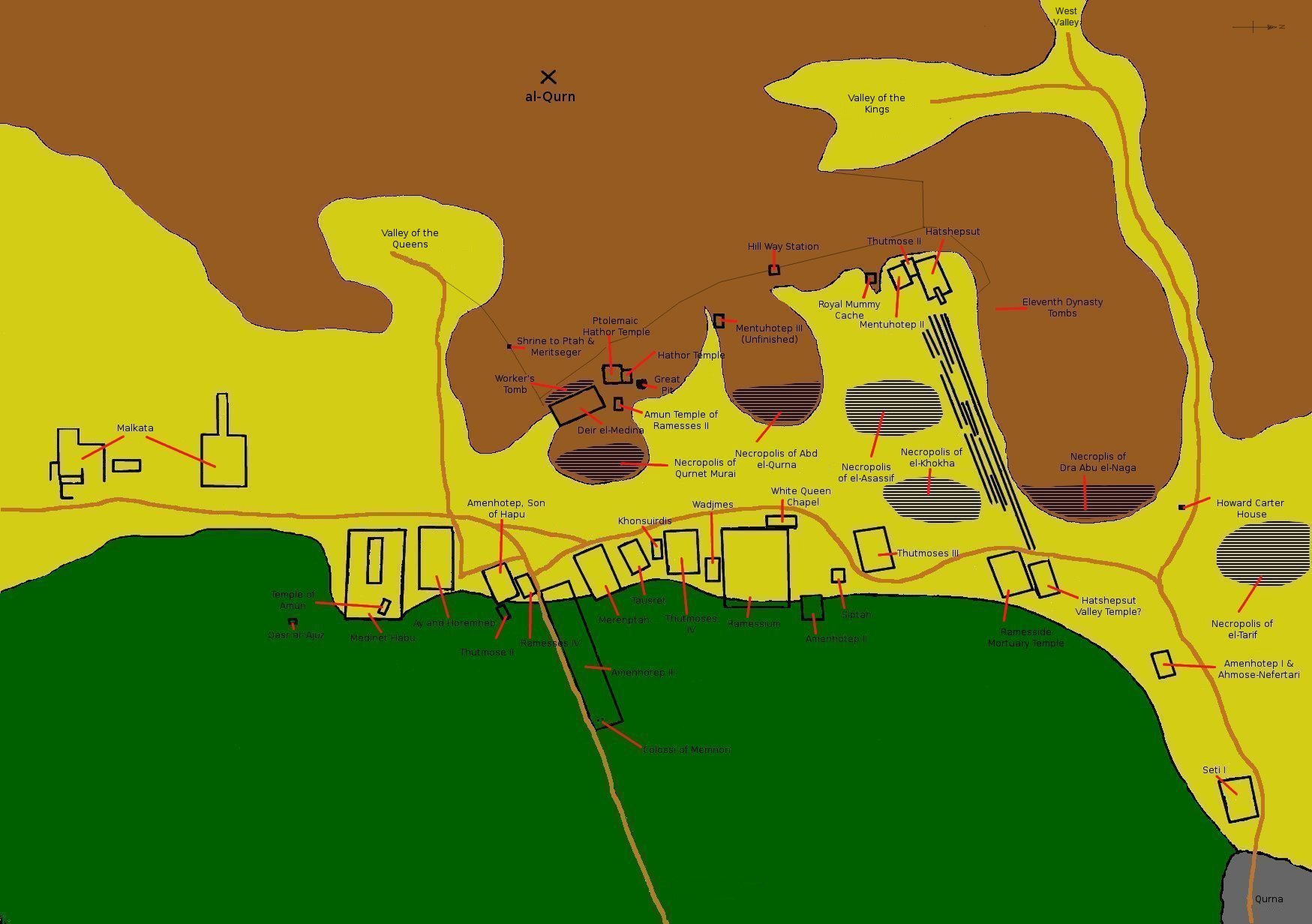
Tebas Oeste. El color verde indica la tierra cultivada y el amarillo, el comienzo de la zona desértica, donde se situaban los templos funerarios que se relacionaban con sus tumbas del Valle de los Reyes.

- Templo funerario de Amenhotep III
- Templo funerario de Amenhotep, hijo de Hapu
- Templo funerario de Merenptah
- Templo funerario de Tausert
- Templo funerario de Tutmosis IV
- Templo funerario de Ramsés II (Ramesseum)
- Templo funerario de Amenhotep II
- Templo funerario de Siptah
- Templo funerario de Tutmosis III
- Templo funerario de Seti I

En la zona de Deir el-Bahari:
- Templo funerario de Tutmosis III (Deir el-Bahari)
- Templo funerario de Hatshepsut

En Abidos:
- Templo funerario de Seti I (Abidos)

En la zona de El-Lahun:
- Templo funerario de Sesostris II